# بنای یوسف کلیک
بنای یوسف کلیک مربوط به سدهٔ ۸ و ۹ ه.ق است و در شهرستان نور، بخش بلده، دهستان شیخ فضل ا، روستای کلیک واقع شده و این اثر در تاریخ ۲۶ اسفند ۱۳۸۶ با شمارهٔ ثبت ۲۱۹۵۵ به‌عنوان یکی از آثار ملی ایران به ثبت رسیده است.